# Euro-IX
Euro-IX este Asociația Europeană a Internet Exchange-urilor, al cărei scop este dezvoltarea și dezvoltarea relațiilor în cadrul comunității IXP prin coordonarea elaborării de standarde tehnice, dezvoltarea de proceduri, publicarea de statistici și alte informații utile. Misiunea organizației este promovarea unui schimb de idei și experiențe prin intermediul organizării de forumuri, întâlniri, liste de discuții pe e-mail și resurse online. Euro-IX face parte din Federația Mondială a Internet Exchange-urilor, IX-F, alături de APIX (Asia Pacific Internet Exchange Association), LAC-IX (Asociatión de Puntos de Intercambio de Internet de América Latina y Caribe) și Af-IX (The African IXP Association).

## Membri

### Categorii de membri
Membrii Euro-IX sunt organizații și companii din întreaga lume care operează o platformă IXP. Există trei categorii de membri:
- membri cu drepturi depline: IXP-uri care operează în Europa, au acces gratuit la Forumuri, au drept de vot în Adunarea Generală și plătesc o cotizație anuală de 4.000 de euro
- membri asociați: IXP-uri care operează oriunde în lume, au acces gratuit la Forumuri, nu au drept de vot în Adunarea Generală și plătesc o cotizație anuală de 2.000 de euro
- membri la distanță: IXP-uri care operează oriunde în lume, au acces contra cost la Forumuri, nu au drept de vot in Adunarea Generală și plătesc o cotizație anuală de 1.000 de euro

În momentul de față, Euro-IX are 84 de membri în 52 de țări și 71 de orașe.

### Lista membrilor Euro-IX
| Nume scurt   | Nume lung                                       | Oraș                                                        | Țară                       |
| ------------ | ----------------------------------------------- | ----------------------------------------------------------- | -------------------------- |
| AMS-IX       | Amsterdam Internet Exchange                     | Amsterdam                                                   | Olanda                     |
| Angonix      | Angola Internet eXchange                        | Luanda                                                      | Angola                     |
| ARMIX        | Armenian Internet Traffic Exchange              | Erevan                                                      | Armenia                    |
| Beirut-IX    | Beirut Internet Exchange                        | Beirut                                                      | Liban                      |
| BNIXLiban    | Belgian National Internet Exchange              | Bruxelles                                                   | Belgia                     |
| BCIX         | Berlin Commercial Internet Exchange             | Berlin                                                      | Germania                   |
| BBIX         | Broadband Internet eXchange                     | Tokyo                                                       | Japonia                    |
| BIX          | Budapest Internet eXchange                      | Budapesta                                                   | Ungaria                    |
| BIX.BG       | Bulgarian Internet Exchange                     | Sofia                                                       | Bulgaria                   |
| CIXP         | CERN Internet eXchange Point                    | Geneva                                                      | Elveția                    |
| CATNIX       | Catalunya Neutral Internet Exchange             | Barcelona                                                   | Spania                     |
| CHN-IX       | ChinaCache Xin Run Technology                   | Beijing                                                     | China                      |
| Community IX | Community IX Holdings                           | Reston                                                      | Statele Unite ale Americii |
| CIX          | Croatian Internet eXchange                      | Zagreb                                                      | Croația                    |
| CyrusOne     | CyrusOne                                        | Carrollton                                                  | Statele Unite ale Americii |
| DE-CIX       | DE-CIX Management GmbH                          | Frankfurt                                                   | Germania                   |
| DIX          | Danish Internet eXchange point                  | Lyngby                                                      | Danemarca                  |
| DataIX       | DataIX                                          | Sankt Petersburg                                            | Rusia                      |
| ECIX         | European Commercial Internet eXchange           | Berlin                                                      | Germania                   |
| ESPANIX      | ESpanix Association                             | Madrid                                                      | Spania                     |
| Equinix      | Equinix (EMEA)                                  | Amsterdam                                                   | Olanda                     |
| FICIX        | Finnish Communication and Internet Exchange     | Helsinki                                                    | Finlanda                   |
| France-IX    | France Internet Exchange                        | Paris                                                       | Franța                     |
| FVG-IX       | Friuli Venezia Giulia Internet eXchange         | Udine                                                       | Italia                     |
| GigaPix      | GIGAbit Portuguese Internet eXchange            | Lisabona                                                    | Portugalia                 |
| Global-IX    | Global-IX                                       |                                                             | Rusia                      |
| GR-IX        | Greek Internet Exchange                         | Atena                                                       | Grecia                     |
| GN-IX        | Groningen Internet Exchange                     | Groningen                                                   | Olanda                     |
| INX-ZA       | INX-ZA                                          | Johannesburg, Cape Town, Durban                             | Africa de Sud              |
| IX Australia | IX Australia                                    | Perth                                                       | Australia                  |
| InterLAN     | InterLAN Internet Exchange                      | București, Constanța, Timișoara, Craiova, Arad, Cluj-Napoca | România                    |
| IXPN         | Internet Exchange Point of Nigeria              | Lagos                                                       | Nigeria                    |
| INEX         | Internet Neutral Exchange Association           | Dublin                                                      | Irlanda                    |
| JPIX         | Japan Internet Exchange                         | Tokyo                                                       | Japonia                    |
| JPNAP        | Japan Network Access Point                      | Tokyo                                                       | Japonia                    |
| KINIX        | KINshasa Internet eXchange point                | Kinshasa                                                    | Congo                      |
| KIXP         | Kenya Internet Exchange Point                   | Nairobi                                                     | Kenya                      |
| KOSIX        | Kosovo Internet Exchange Point                  | Priștina                                                    | Kosovo                     |
| TouIX        | Le GIX de la grande region Toulousaine          | Toulouse                                                    | Franța                     |
| IXLeeds      | Leeds Internet Exchange                         | Leeds                                                       | Marea Britanie             |
| LINX         | London Internet Exchange                        | Londra                                                      | Marea Britanie             |
| LONAP        | London Network Access Point                     | Londra                                                      | Marea Britanie             |
| LU-CIX       | Luxembourg Commercial Internet Exchange         | Luxemburg                                                   | Luxemburg                  |
| MSK-IX       | MSK-IX                                          | Moscova                                                     | Rusia                      |
| MegaIX       | Megaport                                        |                                                             | Australia                  |
| MIX-IT       | Milan Internet eXchange                         | Milano                                                      | Italia                     |
| MOZ-IX       | Mozambique Internet Exchange Point              | Maputo                                                      | Mozambic                   |
| CASIX        | N+ONE Datacenters                               | Casablanca                                                  | Maroc                      |
| Terremark    | NAP of the Americas                             | Miami                                                       | Statele Unite ale Americii |
| NAP Ecuador  | NAP Ecuador                                     | Quito                                                       | Ecuador                    |
| Terremark    | NAP of the Americas                             | Miami                                                       | Statele Unite ale Americii |
| NAPAfrica    | NAPAfrica                                       | Johannesburg, Cape Town                                     | Africa de Sud              |
| NIC.br       | NIC.br                                          | Sao Paulo                                                   | Brazilia                   |
| NIXI         | National Internet Exchange of India             | New Delhi                                                   | India                      |
| NaMeX        | Nautilus Mediterranean eXchange Point           | Roma                                                        | Italia                     |
| NPIX         | Nepal Internet Exchange                         | Kathmandu                                                   | Nepal                      |
| NetIX        | NetIX                                           | Sofia                                                       | Bulgaria                   |
| Netnod       | Netnod Internet Exchange i Sverige Ab           | Stockholm                                                   | Suedia                     |
| NL-ix        | Neutral Internet Exchange                       | Haga                                                        | Olanda                     |
| NIX.CZ       | Neutral Internet eXchange of the Czech Republic | Praga                                                       | Cehia                      |
| NIX          | Norwegian Internet eXchange                     | Oslo                                                        | Norvegia                   |
| OM-NIX       | OM-NIX                                          | Sofia                                                       | Bulgaria                   |
| TPIX         | Orange Polska                                   | Varșovia                                                    | Polonia                    |
| OTTIX        | Ottawa Internet eXchange                        | Ottawa                                                      | Canada                     |
| PKIX         | Pakistan Internet Exchange Point                |                                                             | Pakistan                   |
| SFINX        | Renater                                         | Paris                                                       | Franța                     |
| RIX          | Reykjavik Internet Exchange                     | Reykjavik                                                   | Islanda                    |
| Rezopole     | Rezopole                                        | Lyon                                                        | Franța                     |
| SOX          | Serbian Open eXchange                           | Belgrad                                                     | Serbia                     |
| SIX          | Slovenian Internet Exchange                     | Liubliana                                                   | Slovenia                   |
| STHIX        | Stockholm Internet Exchange                     | Stockholm                                                   | Suedia                     |
| SwissIX      | Swiss Internet Exchange                         | Zürich                                                      | Elveția                    |
| TREX         | Tampere Region Exchange                         | Tampere                                                     | Finlanda                   |
| TIX          | Tanzania Internet eXchange                      | Dar es Salaam                                               | Tanzania                   |
| Telx         | The Interconnection and Data Center Company     |                                                             | Statele Unite ale Americii |
| Thinx        | Thinx Poland                                    | Varșovia                                                    | Polonia                    |
| TOP-IX       | Torino Piemonte Exchange Point                  | Torino                                                      | Italia                     |
| TorIX        | Toronto Internet Exchange                       | Toronto                                                     | Canada                     |
| TunIXP       | Tunisian IXP                                    | Tunis                                                       | Tunisia                    |
| TIX          | Tuscany Internet eXchange                       | Florența                                                    | Italia                     |
| UA-IX        | Ukrainian Internet Exchange                     | Kiev                                                        | Ucraina                    |
| UAE-IX       | United Arab Emirates Internet Exchange          | Dubai                                                       | Emiratele Arabe Unite      |
| VSIX         | VSIX Nap del Nord Est                           | Padova                                                      | Italia                     |
| VIX          | Vienna Internet eXchange                        | Viena                                                       | Austria                    |
| ZIXP         | Zambia Internet Exchange Point                  | Lusaka                                                      | Zambia                     |

InterLAN Internet Exchange este membru al Euro-IX din anul 2008, fiind în momentul de față singurul membru din România. În toamna anului 2014, InterLAN a găzduit Forumul 25 Euro-IX la București.

## Patroni
Patronii Euro-IX sunt companii care furnizează soluții hardware și software destinate rețelelor de telecomunicații și care plătesc o taxă anuală de 10.000 de euro.
Lista patronilor curenți:
- Arista Networks
- Brocade Communications System
- Ciena
- Coriant[16]
- ECI Telecom
- Equinix
- Extreme Networks
- Huawei
- Interxion
- Juniper Networks
- MRV Communications[17]
- Nokia
- Telehouse Europe

## Forumuri
De două ori pe an, reprezentanții Internet Exchange-urilor membre se întâlnesc în cadrul unui Forum organizat în Europa, la care se discută probleme specifice domeniului și se împărtășesc experiențe și idei. Pe lângă aceștia, la Forumuri mai participă și reprezentanți ai furnizorilor de echipamente care patronează organizația, cât și invitați din partea furnizorilor de servicii de conținut (Akamai, Google, Cloudflare, LinkedIn etc.) sau ai altor organizații partenere (Internet Society, RIPE NCC etc.).

### Listă de Forumuri
| Eveniment          | Data                       | Gazdă                | Oraș       | Țară           |
| ------------------ | -------------------------- | -------------------- | ---------- | -------------- |
| 1st Euro-IX Forum  | 23 - 24 septembrie 2002    | CatNIX               | Barcelona  | Spania         |
| 2nd Euro-IX Forum  | 31 martie - 1 aprilie 2003 | Top-IX               | Torino     | Italia         |
| 3rd Euro-IX Forum  | 3 - 4 noiembrie 2003       | GigaPIX              | Lisabona   | Portugalia     |
| 4th Euro-IX Forum  | 19 - 20 aprilie 2004       | DE-CIX               | Berlin     | Germania       |
| 5th Euro-IX Forum  | 25 - 26 octombrie 2004     | AIX                  | Atena      | Grecia         |
| 6th Euro-IX Forum  | 11 - 12 aprilie 2005       | LINX                 | Londra     | Marea Britanie |
| 7th Euro-IX Forum  | 19 - 20 septembrie 2005    | NIX.CZ               | Praga      | Cehia          |
| 8th Euro-IX Forum  | 8 - 9 mai 2006             | INEX                 | Dublin     | Irlanda        |
| 9th Euro-IX Forum  | 23 - 24 octombrie 2006     | DE-CIX               | Frankfurt  | Germania       |
| 10th Euro-IX Forum | 16 - 17 aprilie 2007       | AMS-IX               | Amsterdam  | Olanda         |
| 11th Euro-IX Forum | 12 - 13 noiembrie 2007     | VIX                  | Viena      | Austria        |
| 12th Euro-IX Forum | 21 - 22 aprilie 2008       | Netnod               | Stockholm  | Suedia         |
| 13th Euro-IX Forum | 10 - 11 noiembrie 2008     | CIXP                 | Geneva     | Elveția        |
| 14th Euro-IX Forum | 27 - 28 aprilie 2009       | NIX.CZ               | Praga      | Cehia          |
| 15th Euro-IX Forum | 2 - 3 noiembrie 2009       | NaMeX                | Roma       | Italia         |
| 16th Euro-IX Forum | 19 - 20 aprilie 2010       | BNIX                 | Bruxelles  | Belgia         |
| 17th Euro-IX Forum | 27 - 28 septembrie 2010    | NIX                  | Oslo       | Norvegia       |
| 18th Euro-IX Forum | 30 - 31 mai 2011           | MIX-IT               | Catania    | Italia         |
| 19th Euro-IX Forum | 17 - 18 octombrie 2011     | LyonIX               | Lyon       | Franța         |
| 20th Euro-IX Forum | 1 - 3 aprilie 2012         | AMS-IX               | Amsterdam  | Olanda         |
| 21st Euro-IX Forum | 11 - 13 noiembrie 2012     | Netnod               | Stockholm  | Suedia         |
| 22nd Euro-IX Forum | 14 - 16 aprilie 2013       | DE-CIX               | Hamburg    | Germania       |
| 23rd Euro-IX Forum | 27 - 29 octombrie 2013     | FICIX                | Helsinki   | Finlanda       |
| 24th Euro-IX Forum | 16 - 18 martie 2014        | LINX, LONAP, IXLeeds | Leeds      | Marea Britanie |
| 25th Euro-IX Forum | 26 - 28 octombrie 2014     | InterLAN             | București  | România        |
| 26th Euro-IX Forum | 12 - 14 aprilie 2015       | France-IX            | Marsilia   | Franța         |
| 27th Euro-IX Forum | 25 - 27 octombrie 2015     | BCIX, ECIX           | Berlin     | Germania       |
| 28th Euro-IX Forum | 24 - 26 aprilie 2016       | LU-CIX               | Luxemburg  | Luxemburg      |
| 29th Euro-IX Forum | 6 - 8 noiembrie 2016       | TPIX                 | Cracovia   | Polonia        |
| 30th Euro-IX Forum | 9 - 11 aprilie 2017        | CATNIX               | Barcelona  | Spania         |
| 31th Euro-IX Forum | 15-17 octombrie 2017       | NIX.CZ               | Bratislava | Slovacia       |

Erupțiile vulcanului Eyjafjallajökull din 2010 au perturbat zborurile cu avionul deasupra Europei, astfel că la Forumul 16 de la Bruxelles aproape jumătate din participanții înscriși nu au mai reușit să ajungă, apelându-se la o soluție de participare online.

### Forumul de la București
În perioada 26 - 28 octombrie 2014 s-a desfășurat primul Forum Euro-IX din România, la București. Inițiatorul propunerii și gazda evenimentului a fost InterLAN Internet Exchange, singurul membru din România în cadrul organizației. Locația aleasă a fost la momentul respectiv și este și în momentul de față cel mai estic punct din Europa unde s-a ținut vreodată un Forum Euro-IX. Evenimentul a fost urmat pe data de 29 octombrie de prima conferință de tip NOG din România, RONOG .

## Resurse

### IXP Directory
Euro-IX pune la dispoziție public un director cu IXP-urile din întreaga lume. Lista de membri poate fi filtrată după regiunea din care fac parte iar fiecare membru are indicat în dreptul său categoria din care face parte.

### IXP Service Matrix
Matricea serviciilor oferite de IXP-uri este disponibilă sub forma unui tabel cu lista serviciilor oferite de acestea împreună cu principalele caracteristici.

### Filmul "The Internet Revealed"
La sfârșitul anului 2008, Euro-IX a lansat o competiție pentru crearea unui film de scurt metraj denumit The Internet Revealed care să explice modul de funcționare al rețelei Internet și rolul Internet Exchange-urilor în cadrul acestei rețele, câștigătorul acesteia urmând să primească un premiu de 25.000 de euro. Filmul a fost realizat în anul 2010 și până în momentul de față a fost dublat în mai multe limbi cu ajutorul membrilor: română, franceză, germană, italiană, spaniolă, portugheză, cehă, rusă, arabă și chineză. Dublajul versiunii în limba română a fost realizat de InterLAN Internet Exchange. Toate versiunile filmului de scurt metraj sunt disponibile pe canalul oficial de YouTube al Euro-IX.